# 德博拉·赫斯特
德博拉·赫斯特（英語：Deborah Hurst，？—），新西兰女子竞技体操运动员。她曾代表新西兰参加1978年英联邦运动会体操比赛，获得女子团体全能铜牌和女子个人全能第8名。